# 미나라역
미나라역(일본어: 見奈良駅)은 일본 에히메현 도온시에 위치한 이요 철도 요코가와라 선의 철도역이다. 역 번호는 IY 22이며, 섬식 승강장 1면 2선의 구조를 갖춘 지상역이다.

## 타는 곳
| 1 | ■ 요코가와라 선 | 상행 | 우메노모토 · 구메 · 마쓰야마시 방면 |
| 2 | ■ 요코가와라 선 | 하행 | 요코가와라 방면                     |

## 역 주변
- 도온 시청
- 마쓰야마 형무소

## 역사
- 1938년 11월 4일 : 개업.
- 1981년 7월 20일 : 아이다이이가쿠부미나미구치 역 개업에 의해 맞춰 마쓰야마시 방향으로 100m 이전.

## 인접 역
| 이요 철도 요코가와라 선        | 이요 철도 요코가와라 선 | 이요 철도 요코가와라 선                          |
| ------------------------------ | ----------------------- | ------------------------------------------------ |
| IY 21 다노쿠보 마쓰야마시 방면 | ■ 요코가와라 선         | 아이다이이가쿠부미나미구치 IY 23 요코가와라 방면 |